# Bielin Wołyński
Bielin Wołyński (ukr. Білин-Волинський) – przystanek kolejowy w pobliżu miejscowości Bielin, w rejonie kowelskim, w obwodzie wołyńskim, na Ukrainie. Położony jest na linii Sarny – Kowel.